# Iris Berben

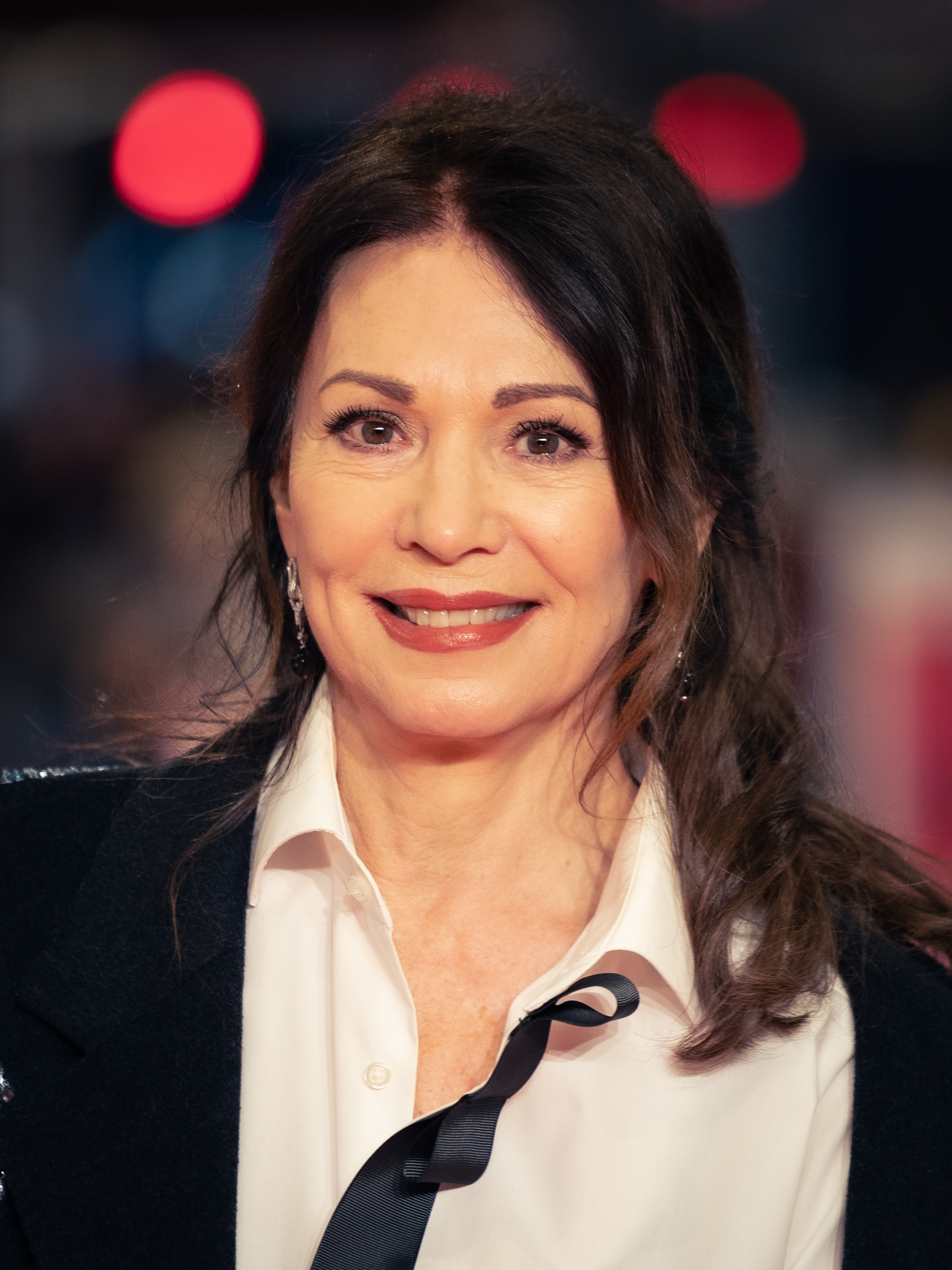
Iris Berben (2025)

Iris Renate Dorothea Berben (* 12. August 1950 in Detmold) ist eine deutsche Schauspielerin und Synchronsprecherin. Einem breiteren Publikum wurde sie 1978 durch Zwei himmlische Töchter unter der Regie von Michael Pfleghar bekannt. Neben zahlreichen Fernseh- und Kinofilmen war sie an der Seite von Diether Krebs Teil der Comedy-Show Sketchup und übernahm die Titelrolle in der ZDF-Krimi-Reihe Rosa Roth.

## Leben und Karriere

### Herkunft und Ausbildung
Iris Berben wurde 1950 in Detmold als einziges Kind der Gastronomen Heinz und Dorothea Berben geboren. Über ihre Ururgroßmutter ist sie Nachfahrin der Familie von Tettenborn. Nach der Scheidung der Eltern zog Berben im Alter von vier Jahren mit ihrer Mutter von Detmold nach Münster und später nach Hamburg, anschließend lebte sie zwei Jahre bei den Großeltern in Essen. In Hamburg besuchte Berben die Grundschule sowie mehrere Landschulheime und Internate. Als sie zwölf Jahre alt war, zog ihre Mutter nach Portugal. Berben wiederholte unter anderem die siebte Klasse des Internats von St. Peter-Ording und wurde von diesem und weiteren zwei Internaten, darunter die heutige Sophie-Barat-Schule, verwiesen, ehe sie ihre Schullaufbahn ohne Abitur beendete und sich für die Hamburger APO engagierte.

### Arbeit als Schauspielerin

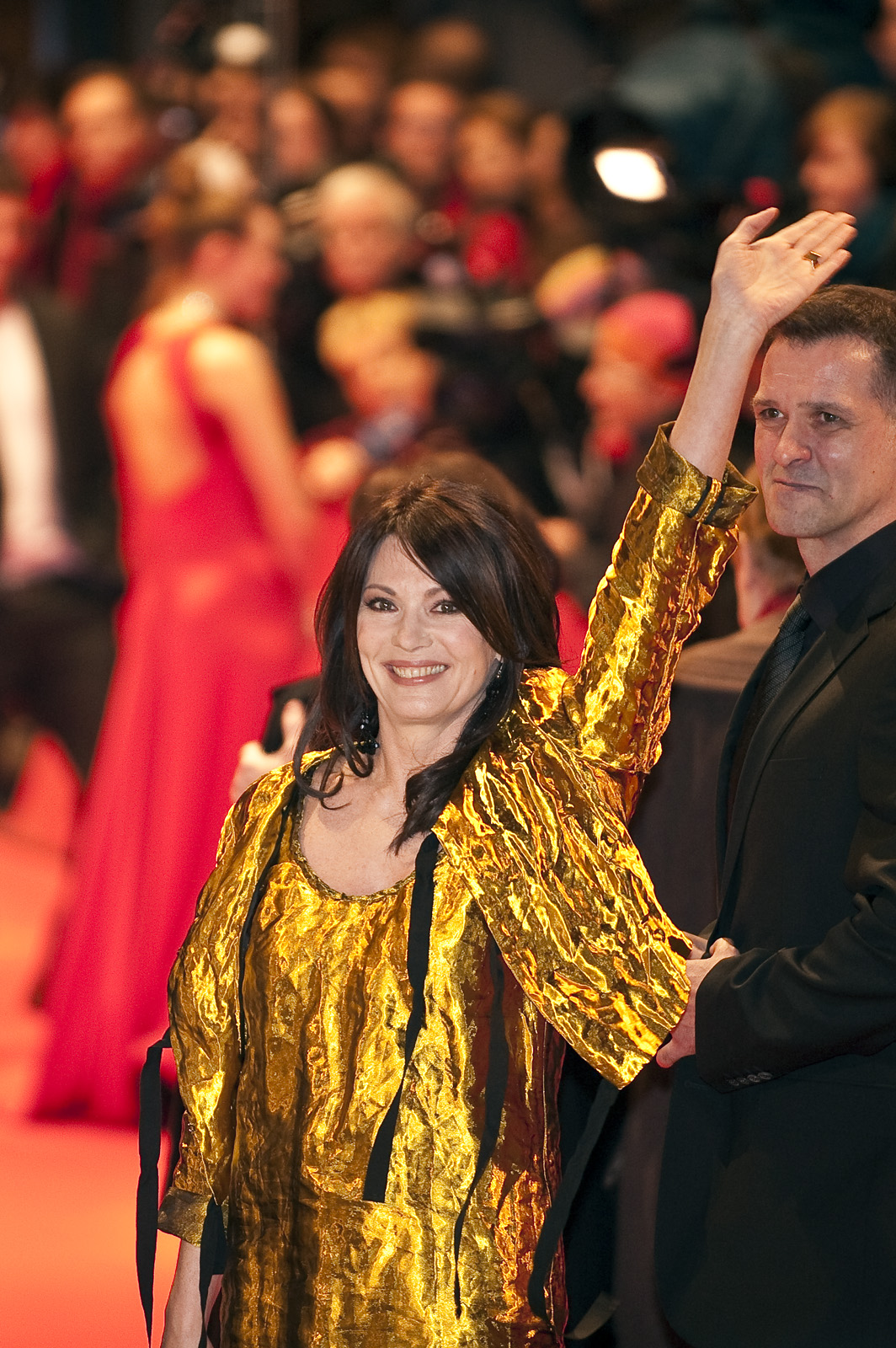
Berben auf der Berlinale 2009

Als Siebzehnjährige begann Berben, zunächst in verschiedenen Kurzfilmproduktionen der Hamburger Kunsthochschule aufzutreten. 1965 wirkte sie in Natias Neuterts Experimentalfilm Noch und Nöcher als einzige Darstellerin und Akteurin mit. Ihren ersten Fernsehauftritt hatte sie 1967 in einem Beitrag der Nordschau des NDR Fernsehens über die Blumenkinder der Hansestadt; darin war sie in einer Großeinstellung als Blumenverteilerin zu sehen. 1968 zog sie von Hamburg nach München, wo sie 1968 unter der Regie von Rudolf Thome im Kinofilm Detektive mitspielte. Im selben Jahr stand sie als Ann für den Edgar-Wallace-Film Der Mann mit dem Glasauge vor der Kamera. Ein Jahr später hatte sie an der Seite von Franco Nero und Jack Palance eine Rolle in dem Italowestern Zwei Companeros.
Einem breiteren Publikum wurde sie 1978 an der Seite von Ingrid Steeger in der Klimbim-Nachfolgeserie Zwei himmlische Töchter unter der Regie von Michael Pfleghar bekannt. Im selben Jahr war Berben Fotomodell für den Playboy. Ihre erste Rolle als Charakterdarstellerin bekam sie 1981 von Lutz Büscher an der Seite von Marianne Hoppe in dem ZDF-Fernsehfilm Die Baronin, wo sie die Rolle der jungen Elisabeth von Plotho übernahm.
Neben zahlreichen Filmen und Fernsehserien war sie bis Dezember 1986 als Nachfolgerin von Beatrice Richter in der Comedy-Show Sketchup an der Seite von Diether Krebs zu sehen. Ab 1987 stellte sie Evelyn von Guldenburg in der Fernsehserie Das Erbe der Guldenburgs dar. 1987 und 2002 war sie auf dem Cover des Männermagazins Penthouse.
Von 1994 bis 2013 spielte sie die Berliner Kriminalkommissarin Rosa Roth in der gleichnamigen ZDF-Krimireihe. Regisseur Carlo Rola, der diese Reihe inszenierte, arbeitete mit Berben mehrfach zusammen, unter anderem für die TV-Mehrteiler Die Patriarchin (2005), Afrika, mon amour (2007) und Krupp – Eine deutsche Familie (2009) oder die Literaturverfilmung Gott schützt die Liebenden (2008). Er besetzte die Hauptrolle dabei durchweg mit ihr.
1989 war Berben in Franz Peter Wirths Karambolage an der Seite von Volkert Kraeft und Constanze Engelbrecht als Ehefrau des DDR-Mikrobiologen Philipp Achtermann zu sehen, der mit seinem Wartburg mit dem BMW eines BRD-Bürgers zusammenstößt. In der modernen tschechoslowakisch-deutschen Märchenadaption Froschkönig von Juraj Herz bildete sie 1991 gemeinsam mit Michael Degen ein Königspaar, das Eltern dreier Königstöchter ist. 1994 stand sie in der Rolle der Almut Gützkow gemeinsam mit Ulrich Mühe in der Verfilmung von Uwe Timms Kinderbuch Rennschwein Rudi Rüssel vor der Kamera. In Martin Enlens Andrea und Marie übernahm sie 1998 neben Hannelore Elsner als Hamburger Architektin Marie eine der titelgebenden weiblichen Hauptrollen.
Unter der Regie Oskar Roehlers hatte sie in dem 2001 gedrehten und 2002 erschienenen Fernsehfilm Fahr zur Hölle, Schwester! erneut eine Hauptrolle an der Seite von Elsner, in dem sie die Rolle der Claire spielte, die seit einem Unfall im Alter von sechs Jahren im Rollstuhl sitzt. In der Verfilmung des gleichnamigen autobiografischen Romans der Schriftstellerin Anita Lenz mit dem Titel Wer liebt, hat Recht (ebenfalls 2002) übernahm sie die Hauptrolle der Übersetzerin Maja, die von ihrem Mann Helmut, gespielt von Robert Atzorn, hintergangen worden ist.
In der Romanverfilmung Buddenbrooks aus dem Jahr 2008 war Berben als Konsulin Buddenbrook zu sehen. 2010 stand sie in Bodo Fürneisens Verfilmung des Märchens Die Prinzessin auf der Erbse nach Hans Christian Andersen als Schwester des greisen Königs (Michael Gwisdek) vor der Kamera, die mit aller Macht den Thron erben will. Christiane Balthasar besetzte 2013 in dem deutsch-österreichischen Fernsehfilm Der Wagner-Clan. Eine Familiengeschichte, der sich mit dem Nachlass Richard Wagners auseinandersetzt, die Rolle der Cosima Wagner, der späteren zweiten Ehefrau Richard Wagners, mit Berben. In dem Fernsehfilm Sternstunde ihres Lebens (2014) spielte sie die Politikerin und Juristin Elisabeth Selbert, die sich für die Aufnahme der Gleichberechtigung in den Grundrechteteil der bundesdeutschen Verfassung starkgemacht hat. In dem von Matti Geschonneck inszenierten Fernsehfilm Das Zeugenhaus (ebenfalls 2014) war sie als die aus Ungarn stammende Gräfin Belavar, die die als Zeugenhaus requirierte Nürnberger Villa als Gastgeberin führen soll.
In Richard Hubers Tragikomödie Lang lebe die Königin (2019/20) übernahm Berben gemeinsam mit Gisela Schneeberger, Judy Winter, Eva Mattes und Hannelore Hoger für ihre im April 2019 verstorbene Kollegin Hannelore Elsner die Szenen, die mit der schwerkranken Schauspielerin selbst nicht mehr abgedreht werden konnten, um den Film als Hommage an sie fertigzustellen. Dass sie in diesem Film eine Szene übernommen habe, die Elsner nicht mehr habe spielen können, sei eine letzte Verneigung vor ihr. So habe sie ihr noch einmal für ihre Freundschaft und für ihre Filme danken können.
In dem ZDF-Fernsehfilm Das Unwort (2020) übernahm sie als Frau Dr. Gisela Nüssen-Winkelmann die Rolle der Vertreterin der Schulaufsichtsbehörde, die entscheiden soll, ob der jüdische Schüler Max Berlinger, der nach monatelangen Mobbingattacken gegen ihn zurückschlägt, von der Schule verwiesen werden soll. In der vierteiligen TVNOW-Miniserie Unter Freunden stirbt man nicht (ebenfalls 2020) spielte sie an der Seite von Adele Neuhauser, Heiner Lauterbach und Michael Wittenborn eine von vier Freunden, die den Tod ihres Freundes Hermann, der als Wirtschaftswissenschaftler mit dem Nobelpreis ausgezeichnet werden soll, verschweigen.
Seit Oktober 2022 ist Berben in Sönke Wortmanns Der Nachname als Familienoberhaupt zu sehen. In der Netflix-Produktion Paradise, die 2023 erschienen ist, spielt sie die Rolle der Sophie Theissen, der Chefin eines Biotech-Startups. Die Figur arbeitet im Film an einer Methode, mit der man Lebenszeit von einer Person auf eine andere übertragen kann. Berben sagt, sie habe es genossen, „eine Frau zu spielen, die über Leichen geht“.

### Weitere Betätigungen
Berben arbeitet auch als Synchronsprecherin. Sie lieh unter anderem Samantha Mathis (FernGully – Christa und Zaks Abenteuer im Regenwald), Diane Keaton (Kuck mal, wer da jetzt spricht), Whoopi Goldberg (Im Rennstall ist das Zebra los), Jennifer Saunders (Sing) und Julia Roberts (Die Schlümpfe – Das verlorene Dorf) ihre Stimme. Daneben spricht sie auch diverse Hörbücher ein. Michael Verhoeven inszenierte 2002 ihre gegenüberstellenden Lesungen aus dem Tagebuch der Anne Frank und den Tagebüchern von Joseph Goebbels.
2010 wurde Berben an der Seite von Bruno Ganz zur Präsidentin der Deutschen Filmakademie gewählt. Von 2013 bis 2019 übte sie das Amt alleine aus.
2022 wurde Berben zur 72. Ritterin im Orden wider den tierischen Ernst ernannt.

### Soziales und politisches Engagement

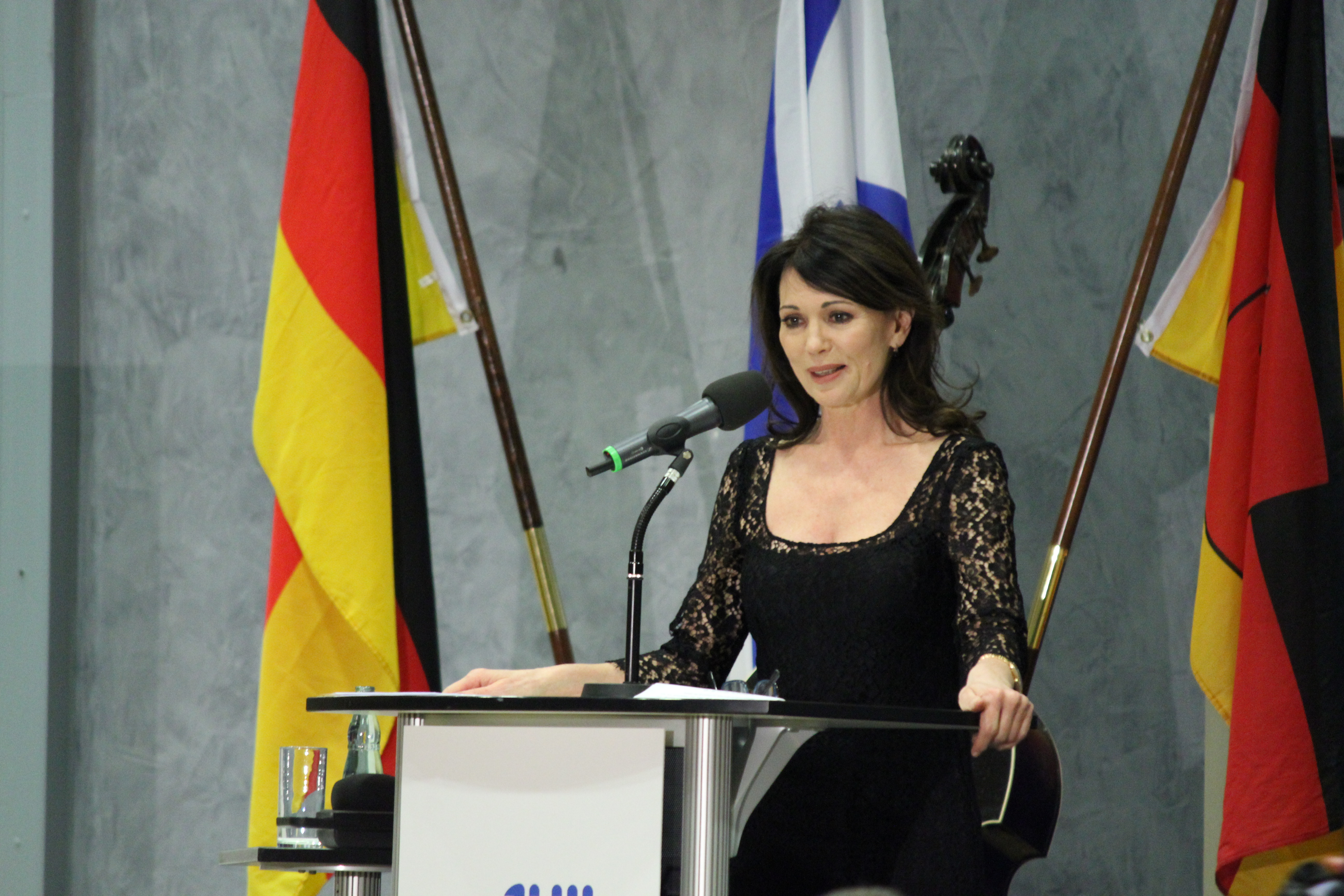
Iris Berben bei der Verleihung des Theodor-Lessing-Preises, 2013

Nach dem Sechstagekrieg 1967 reiste Berben erstmals nach Israel. 2002 erhielt sie vom Zentralrat der Juden in Deutschland den Leo-Baeck-Preis aufgrund ihres kontinuierlichen Engagements gegen Rechtsextremismus, Antisemitismus und für das Existenzrecht Israels in sicheren Grenzen. Im August 2007 eröffnete sie als Schirmherrin die Ausstellung der United Buddy Bears in Jerusalem. Sie ist Erstunterzeichnerin der Initiative Stop the Bomb, die sich gegen das iranische Atomwaffenprogramm wendet. Ferner unterstützt Berben den Verein Gesicht Zeigen! Für ein weltoffenes Deutschland e. V., der sich bundesweit gegen Fremdenfeindlichkeit, Rassismus, Antisemitismus und rechtsextreme Gewalt einsetzt. Sie ist Schirmherrin des Magen David Adom-Israel in Deutschland e. V., der den Magen David Adom (Roter Schild Davids, Israels nationaler Rettungs- und Blutspendedienst) unterstützt.
Eine weitere Schirmherrschaft übernahm sie mit dem Musiktheater-Projekt Die Kinder der toten Stadt, das Schulen mit pädagogischem Begleitmaterial für Aufführungen zur Verfügung steht und durch den Ansatz der Musik neue didaktische Wege im Sinne der Erinnerungskultur anbietet. Darüber hinaus ist Berben eine Unterstützerin des Jungen Deutschen Films. Berben ist zudem Kuratoriumsmitglied der Deutschen AIDS-Stiftung. Seit 2016 sitzt sie in der Jury zur Verleihung des Internationalen Nürnberger Menschenrechtspreises.
Berben unterstützte bei mehreren Wahlen öffentlich die SPD. Beim Festakt zum 150-jährigen Geburtstag der SPD im Mai 2013 präsentierte Berben die Geschichte der deutschen Sozialdemokratie. Sie unterstützt die 2016 von der SPD initiierte Kampagne „Meine Stimme für Vernunft“. Am 12. Februar 2017 war sie Mitglied der Bundesversammlung.
Iris Berben beteiligte sich außerdem ehrenamtlich als Rezitatorin am Erinnerungsprojekt zum Juden Curt Bloch, der in der Zeit von 1942 bis 1945 in den Niederlanden untergetaucht war und im Versteck über 490 Gedichte schrieb.

### Privatleben
Ende der 1960er-Jahre hatte Berben eine Liaison mit Fritz Wepper, den sie 1968 bei den Dreharbeiten von Der Mann mit dem Glasauge kennengelernt hatte. Sie war in einer Beziehung mit dem israelischen Sänger Abi Ofarim und von 1974 bis 2006 mit dem israelischen Geschäftsmann Gabriel Lewy liiert. 2007 lernte sie bei den Dreharbeiten zu Afrika, mon amour ihren jetzigen Lebensgefährten Heiko Kiesow kennen. Sie ist die Mutter des Filmproduzenten Oliver Berben. Sie lebt in Berlin und in Portugal.

## Filmografie

### Kino
- 1965: Noch und Nöcher
- 1969: Der Mann mit dem Glasauge
- 1969: Detektive
- 1970: Laßt uns töten, Companeros (Vamos a matar, compañeros)
- 1970: Stehaufmädchen
- 1980: Ach du lieber Harry
- 1983: Schwarzfahrer
- 1984: Tapetenwechsel
- 1986: Das Mißverständnis (Kurzfilm)
- 1987: Traumschiff Mexico
- 1988: Drei D
- 1990: Das Geheimnis des gelben Geparden
- 1991: Froschkönig (Zabí král)
- 1991: St. Petri Schnee
- 1992: Cosimas Lexikon
- 1993: Im Himmel hört Dich niemand weinen
- 1994: Tod in Miami
- 1995: Rennschwein Rudi Rüssel
- 1996: Peanuts – Die Bank zahlt alles
- 1996: Kondom des Grauens
- 1997: Der stille Herr Genardy
- 1998: Living Dead
- 1998: Frau Rettich, die Czerni und ich
- 1998: Bin ich schön?
- 2000: Gefährliche Träume – Das Geheimnis einer Frau
- 2002: 666 – Traue keinem, mit dem du schläfst!
- 2008: Buddenbrooks
- 2009: Es kommt der Tag
- 2012: Anleitung zum Unglücklichsein
- 2014: Miss Sixty
- 2015: Traumfrauen
- 2015: Alki Alki
- 2016: Eddie the Eagle – Alles ist möglich
- 2016: Shakespeares letzte Runde
- 2016: Conni & Co
- 2017: Conni & Co 2 – Das Geheimnis des T-Rex
- 2017: Jugend ohne Gott
- 2017: High Society
- 2017: Wo sie ist
- 2018: Der Vorname
- 2022: Triangle of Sadness
- 2022: Der Nachname
- 2023: Paradise
- 2023: 791 km
- 2024: Der Spitzname

### Fernsehfilme und -mehrteiler
- 1969: Brandstifter
- 1971: Supergirl – Das Mädchen von den Sternen
- 1971: Der Fall Eleni Voulgari
- 1974: Abschied vom Abschied
- 1976: Das Fräulein von Scuderi
- 1981: Die Baronin
- 1988: Das Viereck
- 1988: Tagebuch für einen Mörder
- 1989: Karambolage
- 1992: Verflixte Leidenschaft
- 1992: Das große Fest
- 1993: Christinas Seitensprung
- 1996: Der gefälschte Sommer
- 1998: Vergewaltigt – Eine Frau schlägt zurück
- 1998: Andrea und Marie
- 1998: Das Miststück
- 1999: Die Zauberfrau
- 1999: Der Solist – Kein Weg zurück
- 1999: Todsünden – Die zwei Gesichter einer Frau
- 2000: Das Teufelsweib
- 2001: Ein mörderischer Plan
- 2002: Fahr zur Hölle, Schwester!
- 2002: Wer liebt, hat Recht
- 2002: Die schöne Braut in Schwarz
- 2003: Dienstreise – Was für eine Nacht
- 2004: Das Kommando
- 2004: Schöne Witwen küssen besser
- 2005: Die Patriarchin (Mehrteiler)
- 2006: Silberhochzeit
- 2006: Die Mauer – Berlin ’61
- 2007: Afrika, mon amour (Mehrteiler)
- 2007: Frühstück mit einer Unbekannten
- 2007: Duell in der Nacht
- 2008: Der russische Geliebte
- 2008: Gott schützt die Liebenden
- 2008: Kommissar Süden und das Geheimnis der Königin
- 2009: Krupp – Eine deutsche Familie (Mehrteiler)
- 2009: Tiger-Team – Der Berg der 1000 Drachen
- 2010: Kennedys Hirn
- 2010: Die Prinzessin auf der Erbse
- 2010: Meine Familie bringt mich um!
- 2011: Niemand ist eine Insel
- 2011: Liebesjahre
- 2013: Die Kronzeugin – Mord in den Bergen
- 2013: Stille
- 2013: Ein weites Herz – Schicksalsjahre einer deutschen Familie
- 2014: Der Wagner-Clan. Eine Familiengeschichte
- 2014: Sternstunde ihres Lebens
- 2014: Das Zeugenhaus
- 2015: Die Eisläuferin
- 2015: Die Neue
- 2016: Familie! (Mehrteiler)
- 2018: Alt, aber Polt
- 2019: Hanne
- 2020: Lang lebe die Königin
- 2020: Nicht tot zu kriegen
- 2020: Mein Altweibersommer
- 2020: Das Unwort
- 2020: Altes Land (Mehrteiler)
- 2022: Und dann steht einer auf und öffnet das Fenster

### Fernsehserien und -reihen
- 1971: Der Kommissar (Folge: Kellner Windeck)
- 1972: Julia von Mogador (Die Leute von Mogador)
- 1976: Freiwillige Feuerwehr
- 1977: Derrick (zwei Folgen)
- 1977–1982: Der Alte (vier Folgen)
- 1978: Zwei himmlische Töchter (sechs Folgen)
- 1979: Sonne, Wein und harte Nüsse (eine Folge)
- 1979: St. Pauli-Landungsbrücken (eine Folge)
- 1979: Ein Mann für alle Fälle (Fernsehserie)
- 1981: Büro, Büro
- 1984: Angelo und Luzy
- 1984: Heiße Wickel – Kalte Güsse (eine Folge)
- 1985–1986: Sketchup
- 1986–1990: Das Erbe der Guldenburgs (39 Folgen)
- 1986: Ein Fall für zwei (zwei Folgen)
- 1987: Die glückliche Familie (eine Folge)
- 1987: Das Traumschiff (Folge: Mexiko)
- 1987: Die Wilsheimer
- 1988: Meister Eder und sein Pumuckl (eine Folge)
- 1989: Liebling Kreuzberg (zwei Folgen)
- 1990: Liebesgeschichten (eine Folge)
- 1994–2013: Rosa Roth (Fernsehreihe) → siehe Episodenliste
- 1995: Tatort: Mordauftrag
- 1999: Tatort: Das Glockenbachgeheimnis
- 2017: Schulz & Böhmermann (Talkshow: Rolle der Kathrin Ferrante)[50]
- 2017: SCHULD nach Ferdinand von Schirach (eine Folge)
- 2018: Pastewka (Cameo-Auftritt, eine Folge)
- 2018: Die Protokollantin
- 2020: Unter Freunden stirbt man nicht (4 Folgen)
- 2023: Deutsches Haus (2 Folgen)

### Als Synchronsprecherin
- 1992: FernGully – Christa und Zaks Abenteuer im Regenwald (Synchronstimme von Crysta für Samantha Mathis)
- 1993: Kuck mal, wer da jetzt spricht (Synchronstimme von Daphne für Diane Keaton)
- 2005: Im Rennstall ist das Zebra los (Synchronstimme von Franny für Whoopi Goldberg)
- 2016: Sing (Synchronstimme von Nana für Jennifer Saunders)
- 2017: Die Schlümpfe – Das verlorene Dorf (Synchronstimme von Schlumpfhilde für Julia Roberts)
- 2021: Sing 2 - Die Show deines Lebens (Synchronstimme von Nana für Jennifer Saunders)

## Hörbücher (Auswahl)
- 2005: Françoise Sagan, Bonjour Tristesse. Random House Audio Köln, ISBN 978-3-89830-972-1.
- 2006: Minka Pradelski, Und da kam Frau Kugelmann. Random House Audio Köln, ISBN 978-3-86604-185-1.
- 2007: Anna Gmeyner, Manja. Hörkultur, ISBN 978-3-9523087-4-5.
- 2010: Petra Hammesfahr, Die Mutter. Random House Audio Köln, gekürzt 4 CDs 296 Min., ISBN 978-3-8371-0442-4
- 2011: Marina Lewycka, Kurze Geschichte des Traktors auf Ukrainisch. Random House Audio Köln, ISBN 978-3-8371-0875-0.
- 2011: Iris Berben liest Verbrannte Bücher – Verfemte Komponisten. Verlag Herder, ISBN 978-3-451-31978-5.
- 2015: Brüder Grimm, Brüderchen und Schwesterchen. Amor Verlag, ISBN 978-3-944063-72-0.
- 2015: Brüder Grimm, Frau Holle. Amor Verlag, ISBN 978-3-944063-71-3.
- 2016: Hans Christian Andersen, Die kleine Meerjungfrau. Amor Verlag, ISBN 978-3-944063-95-9.
- 2017: David Walliams, Zombie-Zahnarzt, Argon Verlag, ISBN 978-3-8398-4122-8.
- 2020: Frances Hodgson Burnett, Der geheime Garten, cbj audio, ISBN 978-3-8371-5043-8.
- 2021: Petra Hammesfahr, Der stille Herr Genardy, Lübbe Audio, ISBN 978-3-7540-0054-0 (Hörbuch-Download)

## Hörspiel
- 2018: Die Kinder der toten Stadt, Hörspiel und Musikalbum, LAVA JAM LJ1801.

## Bibliografie
Als Autorin oder Co-Autorin
- Älter werde ich später. Das Geheimnis, schön und sinnlich, fit und entspannt zu sein. Goldmann, München 2005, ISBN 3-442-16726-4.
- Frauen bewegen die Welt. Mit Nicole Maibaum. Droemer, München 2009, ISBN 978-3-426-27468-2.
- Ein Jahr – ein Leben. Mit Christoph Amend. Fischer, Frankfurt am Main 2012, ISBN 978-3-10-004815-8.
- Jerusalem: Menschen und Geschichten einer wundersamen Stadt mit Fotografien von Tom Krausz. Corso in der Verlagshaus Römerweg GmbH, Wiesbaden 2015, ISBN 978-3-7374-0715-1.[51]

Als Herausgeberin
- Eilige Nacht. Etwas andere Weihnachtsgeschichten. Kreuz, Stuttgart 2004, ISBN 3-7831-2471-9.
- Unter einem Himmel. Geschichten und Gedichte von Freundschaft und Toleranz. Kreuz, Stuttgart 2005, ISBN 3-7831-2547-2.
- Weihnachten für dich und mich. Die schönsten Geschichten aus aller Welt. Buch mit Illustrationen von Joachim Knappe; Hörbuch gelesen von Iris Berben. cbj, München 2005, ISBN 3-570-13036-3 (Medienkombination mit Hörbuch-CD).

Primärliteratur
- Gero von Boehm: Iris Berben. 23. April 2002. Interview in: Begegnungen. Menschenbilder aus drei Jahrzehnten. Collection Rolf Heyne, München 2012, ISBN 978-3-89910-443-1, S. 282–288.
- Kay Schweigmann-Greve (Hrsg.): Iris Berben: Eintreten für Israel. Verleihung des Theodor-Lessing-Preises 2013, Dokumentation der Festreden, mit Fotos von Torben Stephan und Cordula Paul, 1. Auflage, Hannover: Deutsch-Israelische Gesellschaft, 2013

## Auszeichnungen

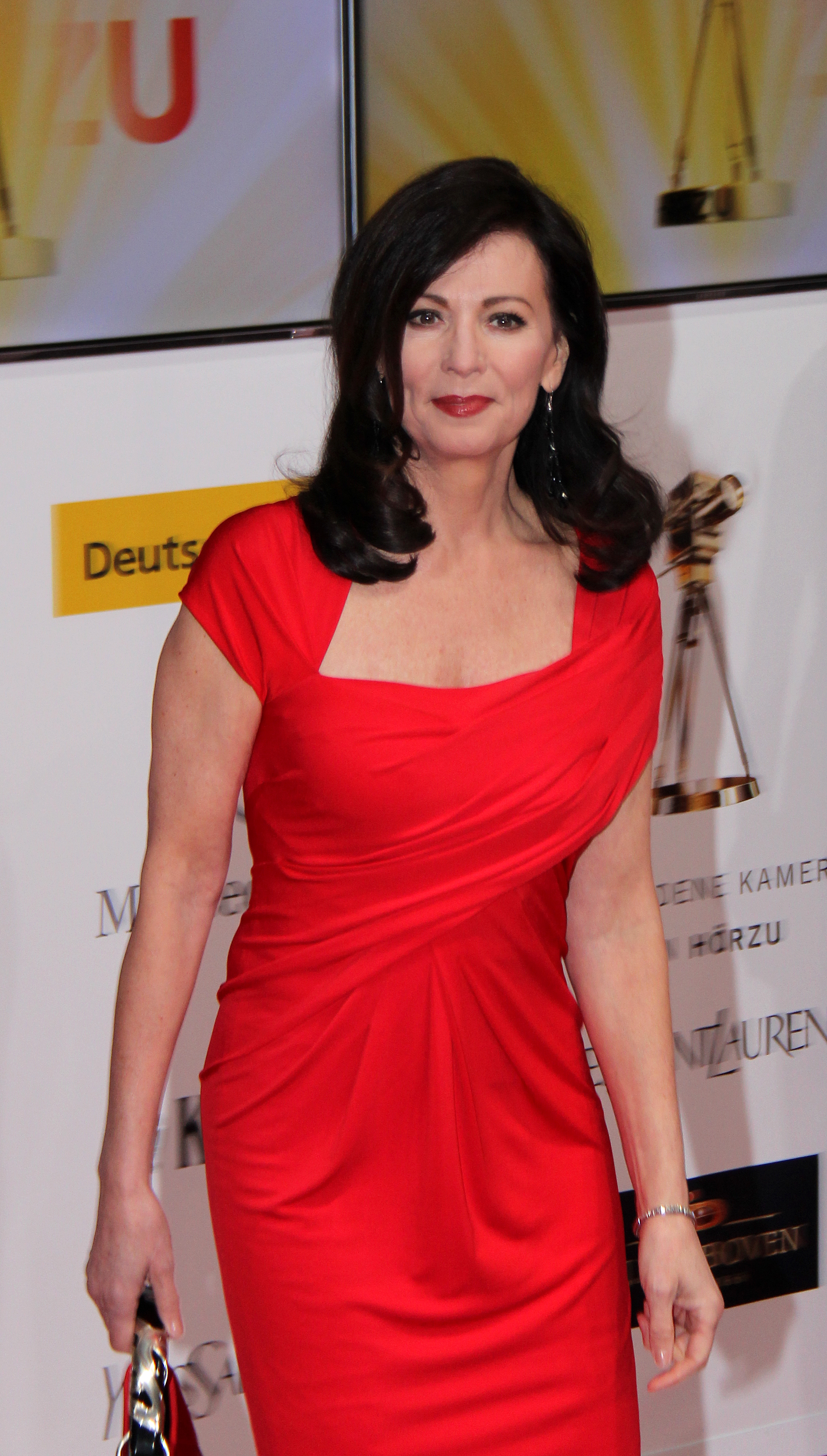
Iris Berben bei der Goldenen Kamera, 2012

- 1987, 2004 und 2012: Goldene Kamera
- 1990, 2002 und 2009: Bambi
- 1997: Bundesverdienstkreuz (am Bande)
- 2000: Goldene Europa GALA-Sonderpreis
- 2001: Scopus Award
- 2002: Leo-Baeck-Preis
- 2003: Bundesverdienstkreuz (1. Klasse)
- 2004: Women’s World Award – World Tolerance Award
- 2004, 2005 und 2007: Goldene Romy
- 2005: Bayerischer Verdienstorden
- 2006: Medaille „München leuchtet – Den Freunden Münchens“ in Gold
- 2007: Karl-Valentin-Orden
- 2007: Berliner Bär (B.Z.-Kulturpreis)
- 2007: Steiger Award
- 2008: Besondere Ehrung beim Adolf-Grimme-Preis
- 2009: Auszeichnung für Zivilcourage
- 2010: Internationaler Mendelssohn-Preis zu Leipzig (Kategorie Gesellschaftliches Engagement)
- 2010: Nominierung für International Emmy Award für den Mehrteiler Krupp – Eine deutsche Familie in der Kategorie Beste Leistung einer Schauspielerin
- 2011: Bayerischer Fernsehpreis, Ehrenpreis für das Lebenswerk
- 2011: Courage-Preis

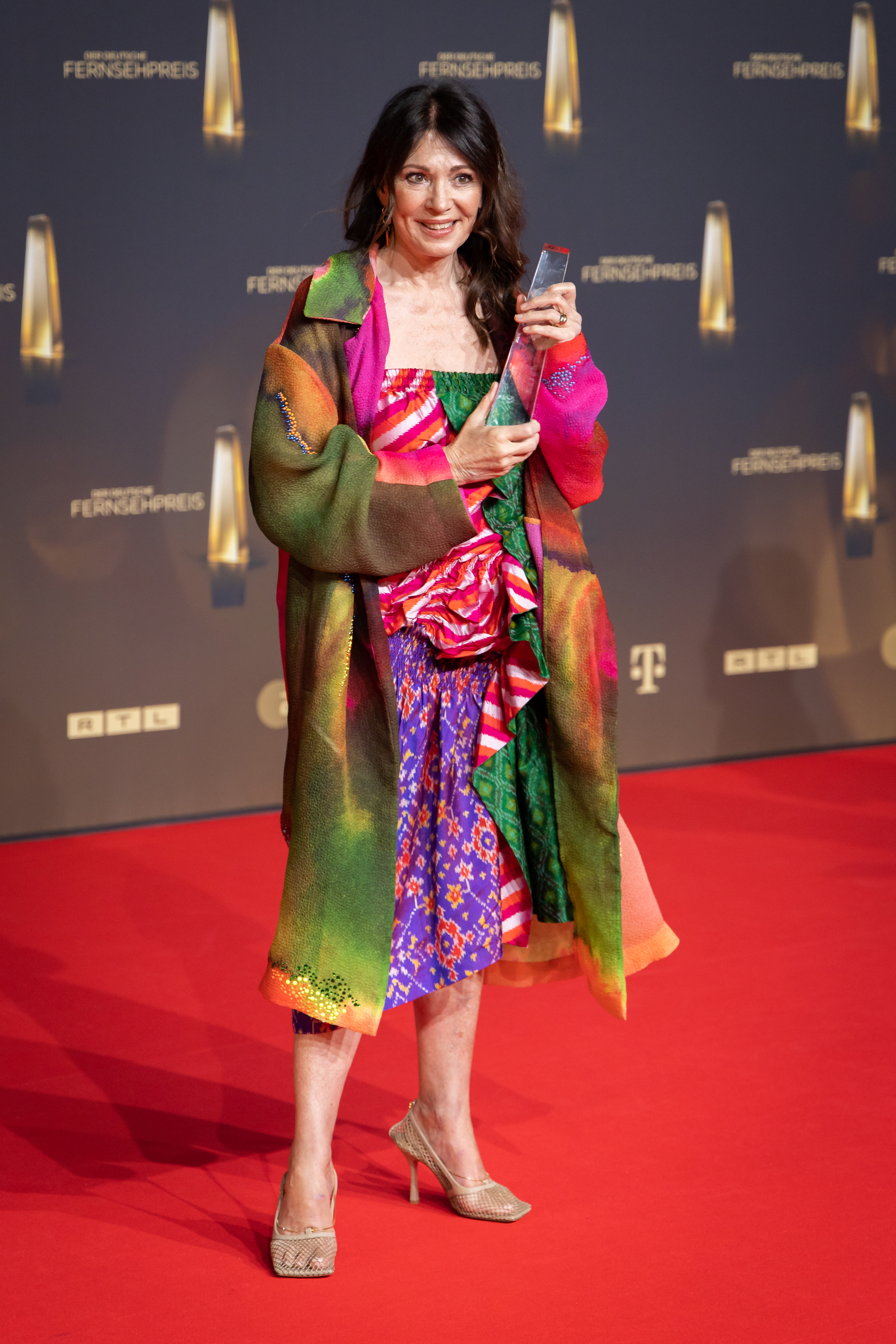
Iris Berben mit dem Deutschen Fernsehpreis 2022

- Iris Berben mit dem Deutschen Fernsehpreis 20222011: Bayerische Verfassungsmedaille in Silber
- 2012: Grimme-Preis für Liebesjahre (zusammen mit Magnus Vattrodt, Matti Geschonneck, Peter Simonischek, Nina Kunzendorf und Axel Milberg)
- 2012: Rose d’Or, Kategorie „Lifetime Rose“
- 2013: Preis für Verständigung und Toleranz des Jüdischen Museums Berlin
- 2013: Europäischer Kulturpreis »Pro-Humanitate«
- 2013: Theodor-Lessing-Preis[52]
- 2014: Erich-Kästner-Preis (Dresden)
- 2014: Ehrenpreis des Hessischen Ministerpräsidenten im Rahmen des Hessischen Film- & Kinopreises[53]
- 2015: Verdienstorden des Landes Berlin
- 2015: Herbert-Strate-Preis
- 2015: Toni-Pfülf-Preis[54]
- 2016: Georg-August-Zinn-Preis[55]
- 2017: Goldener Ochse
- 2018: Platin-Romy[56]
- 2018: Festival des deutschen Films – Preis für Schauspielkunst[57]
- 2019: Filmfestival Max Ophüls Preis – Ehrenpreis
- 2019: Bayerische Verfassungsmedaille in Gold[58]
- 2020: Verdienstorden des Landes Nordrhein-Westfalen[59]
- 2020: Zurich Film Festival – Goldenes Auge für ihr Lebenswerk[60]
- 2022: Orden wider den tierischen Ernst[61]
- 2022: Deutscher Fernsehpreis 2022 – Ehrenpreis der Stifter[62]
- 2022: Martin-Buber-Plakette
- 2022: Deutscher Rednerpreis vom Berufsverband German Speakers Association[63]
- 2023: Schillerpreis der Stadt Marbach am Neckar[64]